# Рочестерский бестиарий

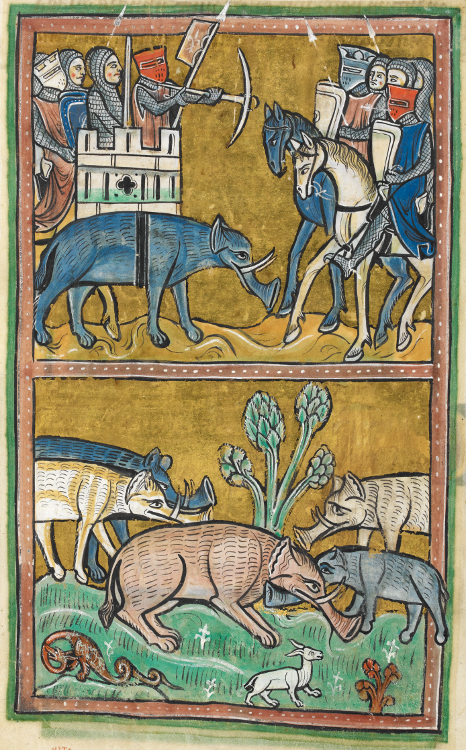
Считалось, что в Индии слоны во время сражений носят на своих спинах замки. Фолио 11 версо.

Рочестерский бестиарий (Британская библиотека, Royal MS 12 F XIII) — богато иллюминированный средневековый бестиарий, книга с описанием внешнего вида и поведения большого числа обычных и экзотических животных, как реальных, так и мифических. Характеристики животных часто аллегоризируются с добавлением христианской морали.

## Традиция бестиариев
Средневековый бестиарий в конечном счёте происходит от греческого трактата Физиолог, вероятнее всего, написанного в Северной Африке во II или III вв., точная дата и место его происхождения остаются предметом споров. Физолог неоднократно переводился на латынь, по крайней мере, ещё в VIII веке, это дата первых сохранившихся рукописей, но, вероятно, и гораздо раньше, возможно, в IV веке. Самые ранние латинские переводы стараются точно соответствовать греческому тексту, но более поздние версии адаптировали (изменяли) его более свободно, особенно за счёт включения отрывков из других произведений, в том числе Естественной истории Плиния Старшего, и, наиболее существенно, Этимологий Исидора Севильского. Самый важный латинский перевод Физиолога, так называемая «версия B», был еще более расширен в XII веке (скорее всего, в 1160-х или 1170-х гг.), новыми дополнениями из Исидора, в итоге получив название «второе семейство» стандартной формы бестиария. Это произведение было гораздо больше исходного Физиолога и включало в обычно свыше 100 частей, входящих в 9 больших разделов различного объема. Первый раздел включал 44 животных, или зверей; второй — 35 птиц; за ним следовали большой раздел о разных видах змей и разделы о червях, рыбах, деревьях, драгоценных камнях, а также раздел о природе и возрасте человека. Манускрипты, основанные на этой наиболее известной версии бестиария, создавались с XII по XVI вв., наибольшее число датируется XIII веком.

## Описание

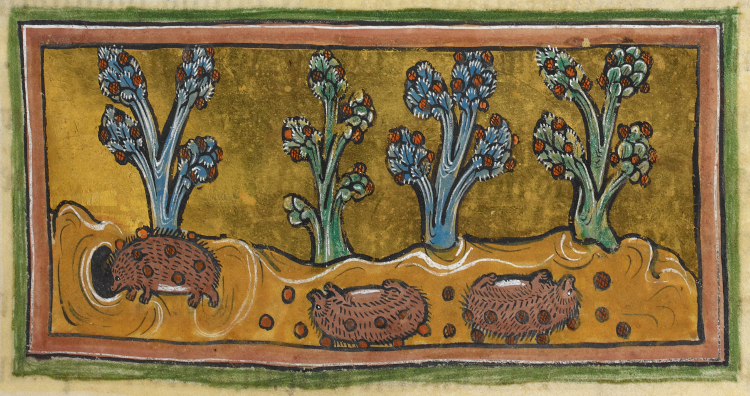
Ежи катаются по упавшим виноградинам, чтобы унести их на колючках к своим ежатам. Фолио 45 ректо.

Рочестерский бестиарий представляет собой пергаментную рукопись, датируемую ок. 1230—1240 гг. Её основное содержимое занимает бестиарий, также она включает краткий лапидарий (трактат о камнях) на французском языке в прозе и молитвенник XIV века в двух листах, на форзацах. Иллюстрирована 55 завершёнными миниатюрами различных животных, каждая из которых приводится после описания соответствующего животного. На нескольких страницах видны инструкции для иллюстратора, описывающие вкратце, что должно быть отображено на рисунке. После одной трети рукописи (фолио 52 версо и последующее, после грифа) иллюстрации исчезают, а на последующих листах, где предполагались рисунки, остаётся пустое пространство под них, но иллюстрации так и не были сделаны. Стиль миниатюр свидетельствует о том, что иллюстрации были созданы через десять или более лет после самого текста. Возможно, художник не до конца понимал плана, предусмотренного писцом: добавив четвертое изображение льва вместо запланированных трех, он сдвинул последующие иллюстрации, из-за чего вместо того, чтобы предшествовать описанию животного, они идут после него. Сохранилось ещё три рукописи, иллюстрированные тем же художником: MS Ee.2.23 (Библия), библиотека Кембриджский университета; MS 10, библиотека собора в Питерборо; MS B. 2010 (Псалтырь), Национальный музей Швеции. Четвертая рукопись (Cod. L.IV.25, Туринская национальная университетская библиотека) была уничтожена в 1904 году, она содержала две полностраничные миниатюры.

## История
Считается, что рукопись была создана в приорате святого Андрея в Рочестерском соборе. Надпись в книге позволяет с уверенностью утверждать, что она хранилась там в XIV веке. По-видимому, в какой-то момент рукопись была похищена из монастыря, поскольку другая надпись XIV века отмечает её возвращение «братом Джоном Моллинг» (англ. John Malling), который, впрочем, мог быть её похитителем: человек по имени Джон Моллинг был отлучён от церкви в 1387 году за отступничество и кражу. В 1542 году бестиарий был во владении короля, он указан в описи королевской библиотеки в Вестминстере этого года. В 1757 году король Георг II подарил его вместе с остальной Старой Королевской библиотекой Британскому музею. Сейчас он хранится в Британской библиотеке.

## Адаптация текста
В Рочестерском бестиарии было сделано дополнение к стандартному тексту бестиариев: был добавлен отрывок из IV части Pantheologus Peter of Cornwall. Полная копия Pantheologus, хранящаяся сейчас в Британской Библиотеке под кодом Roal MS 7 E VIII, в начале XIII века находилась в Рочестере и могла быть прямым источником заимствований для бестиария.

## Животные

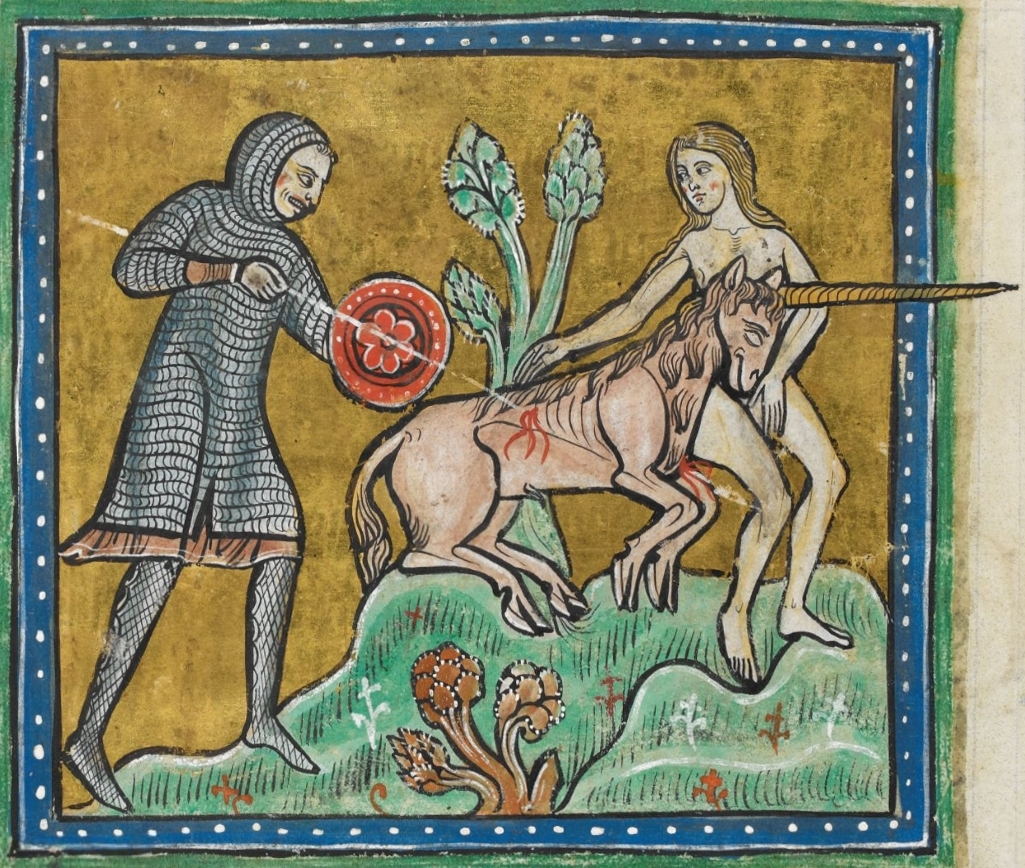
Охотник убивает единорога, приручённого девой. Фолио 10 версо.

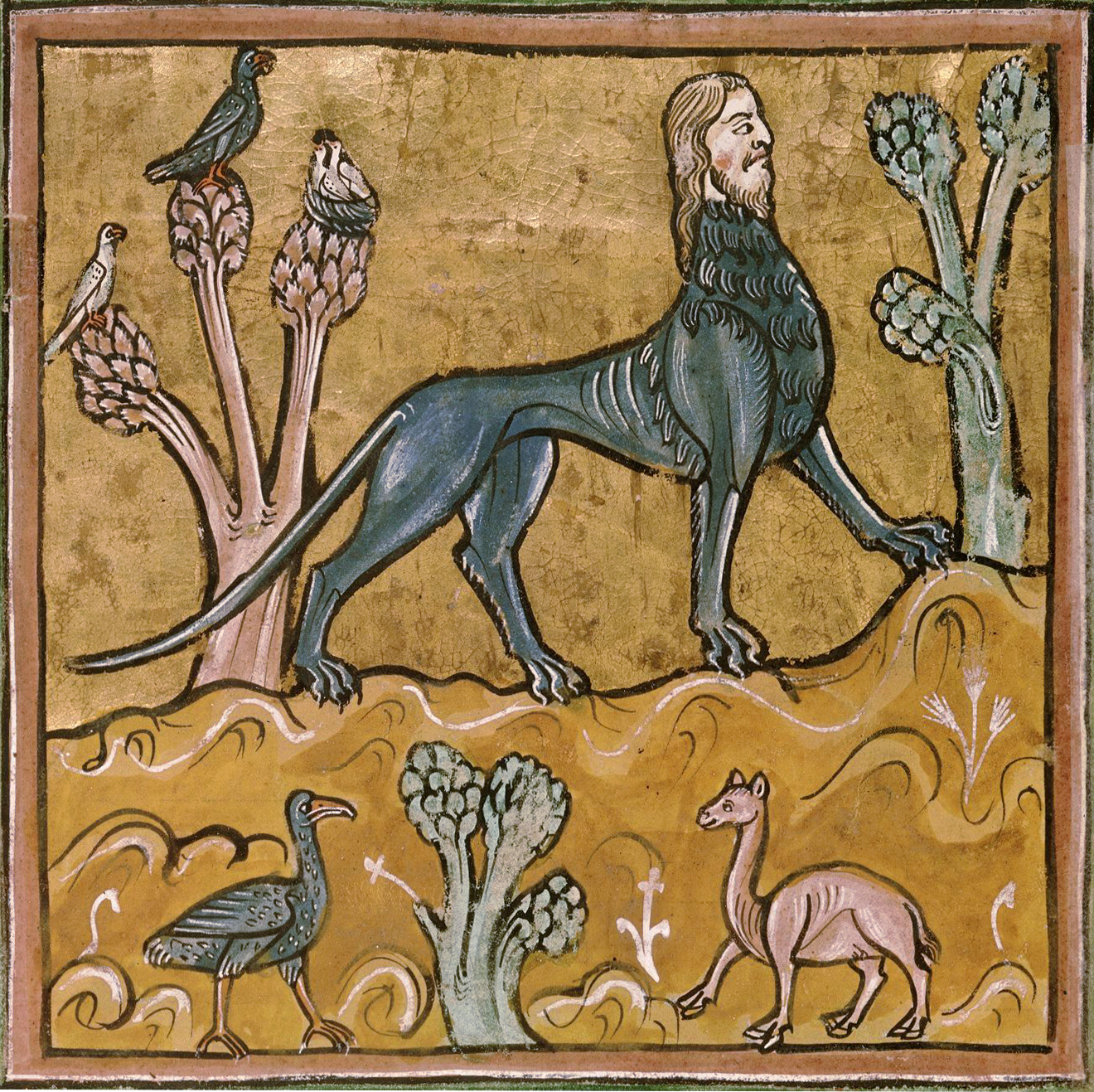
Мантикора, существо с головой человека и телом льва. Фолио 24 версо.

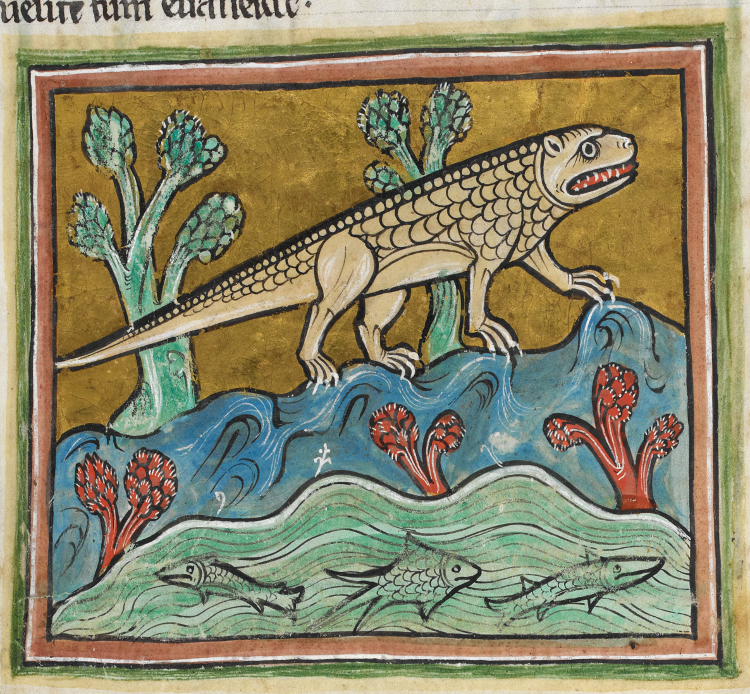
Крокодил, который получил свое название из-за его предполагаемого жёлтого цвета (лат. Crocus, или шафран). Фолио 24 ректо.

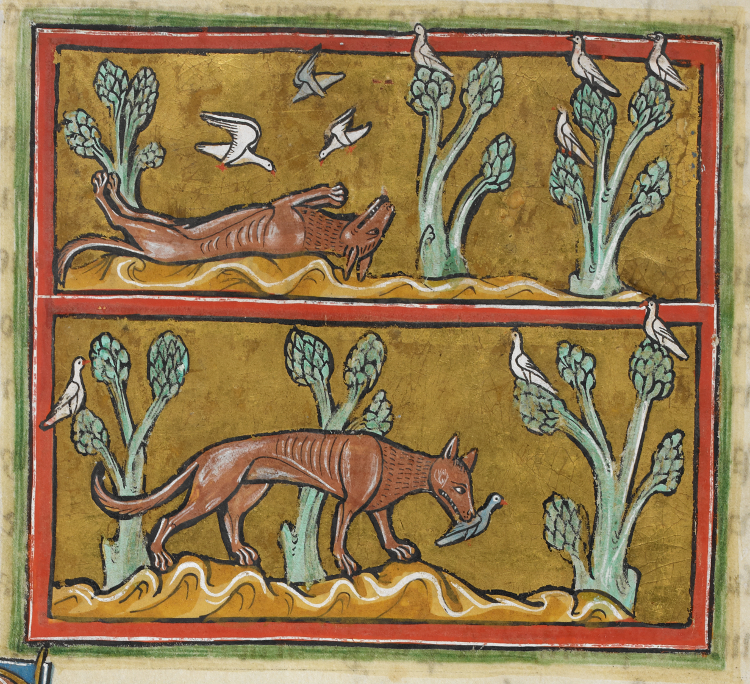
Лисица приманивает добычу, притворяюсь мертвой. Фолио 26 версо.

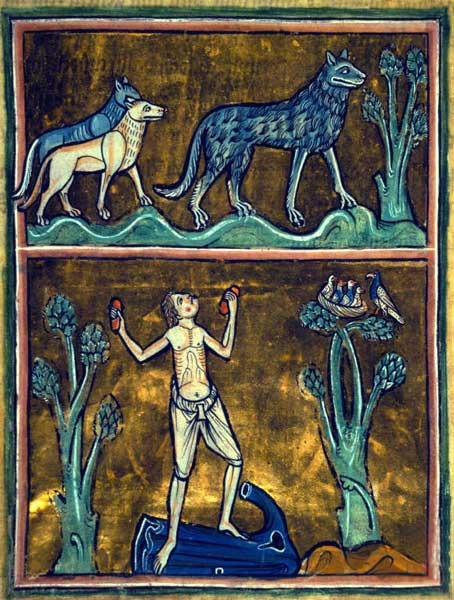
По поверью взгляд волка мог онемить человека. Для возврата речи, надо было сорвать с себя одежду и ударить два камня друг о друга, чтобы спугнуть волка. Это аллегория на избавление от греха, чтобы отогнать дьявола. Фолио 29 ректо.

Бестиарий включает таких животных, как:
1. Лев
2. Тигр
3. Леопард
4. Пантера
5. Антилопа
6. Единорог[18]
7. Рысь
8. Грифон
9. Слон
10. Бобер
11. Альпийский козёл
12. Гиена
13. Бонасус (животное с головой быка и завивающимися рогами)[19]
14. Обезьяна
15. Сатир
16. Олень
17. Козёл
18. Коза
19. Моноцерос[англ.]
20. Медведь
21. Левкрота[англ.] (животное с телом льва и головой лошади)[20]
22. Крокодил
23. Мантикора (животное с телом льва и головой человека)[21]
24. Парандрус[англ.]
25. Лиса
26. Йейл (животное с хвостом слона и челюстями как у козла)[22]
27. Волк
28. Собака
29. Оцва
30. Баран и валух
31. Ягнёнок
32. Козёл и козлёнок
33. Кабан
34. Бык
35. Вол и тур
36. Верблюд
37. Дромадер
38. Осёл
39. Кулан
40. Лошадь
41. Кошка
42. Мышь
43. Ласка
44. Крот
45. Ёж
46. Муравей
47. Орёл
48. Гриф
49. Журавль
50. Попугай
51. Каладриус (белая птица, предсказывающая исход болезней)[23]
52. Лебедь
53. Аист
54. Ибис
55. Лысуха
56. Страус
57. Зимородок
58. Цапля
59. Гусь
60. Сыч
61. Домовый сыч
62. Феникс
63. Киннамолг[англ.] (птица, которая вьёт гнезда на коричных деревьях)[24]
64. Эрциния (птица, светящаяся в темноте)[25]
65. Удод
66. Пеликан
67. Сирена (полуптица-полуженщина или полурыба-полуженщина)
68. Куропатка
69. Перепел
70. Сорока и дятел
71. Ястреб
72. Чайка
73. Неясыть обыкновенная
74. Летучая мышь
75. Ворон
76. Ворона
77. Голубь
78. Горлица
79. Крачка
80. Павлин
81. Петух
82. Курица
83. Утка
84. Пчела
85. Дерево перидексион (дерево, чья тень пугает драконов)[26]
86. Асписовая гадюка
87. Дракон
88. Василиск ("король змей", так как может убить других змей своим запахом)[27]
89. Гадюка
90. Сциталис[англ.] (змея, способная загипнотизировать своей сияющей спиной)[28]
91. Амфисбена (змея с двумя головами)[29]
92. Энудр[англ.] (морской змей; проглоченный крокодилом, может убить его, взорвав желудок крокодила)[30]
93. Якул (крылатый змей)[31]
94. Боа
95. Змея сирена (крылатый змей из арабской мифологии)[32]
96. Сепс[англ.] (змея, яд которой способен растворить кости и плоть)[33]
97. Дипса[англ.] (Dipsa) (змея, яд которой настолько сильный, что убивает жертву еще до укуса)[34]
98. саламандра
99. Саура (ящерица, восстанавливающая свое зрения, смотря на солнце)[35]
100. Геккон
101. Змея
102. Скорпион
103. Различные виды "червей", в том числе паука, саранчу, блох и т. д.
104. Различные виды "рыб", в том числе кита, дельфина, крокодила, морского ежа и других морских животных
105. Различные виды деревьев, в том числе пальму, лавр, инжир, шелковицу и т. д.
106. Большой раздел о природе человека и частях тела человека
107. Огненные камни (которые зажигаются при сближении)[36]

Лапидарий на французском языке содержит описание камней для извлечения огня и далее большого числа других камней, в том числе магнит, коралл, сердолик, ceraunius (громовой камень), кристалл и многие другие.